# Taechon
Taechon (Hán Việt: Thái Xuyên) là một huyện của tỉnh Pyongan Bắc tại Cộng hòa Dân chủ Nhân dân Triều Tiên. Huyện giáp với Taegwan và Tongchang ở phía bắc, Unsan và Nyongbyon ở phía đông, Pakchon và Unjon ở phía nam, và Kusong về phía tây.
Các ngọn núi nằm rải rác trên địa bàn huyện, với dãy núi Pinandok nổi lên ở phía đông. Đỉnh núi cao nhất dãy núi đó là Paegundoksan (백운덕산, 868 m), nhưng ngọn núi cao nhất huyện là Samgaksan (삼각산, 936 m). Huyện nằm trên lưu vực sông Taeryong, bao gồm cả sông Chonbang và sông Changsong. Nhiệt độ trung bình năm là 8,5 °C, trung bình tháng 1 là -10 °C và trung bình tháng 8 là 23,8 °C. Lượng mưa trung bình là 1.338 mm (53 in). Trung bình có 40 ngày có sương mù trong năm. Khoảng 64% diện tích của huyện là đất rừng, còn lại 30% là đất trồng trọt.
Các cây trồng trên địa bàn có thể kể đến là ngô, lúa gạo, cây thuốc lá và rau; Taechon dẫn đầu tỉnh về sản lượng ngô. Thêm vào đó, một số loài cũng được nuôi như tằm, thỏ, gia súc và lợn. Huyện có tài nguyên khoáng sản vàng và graphit. Tuyến đường sắt Chongnyon-Palwon đi qua địa bàn huyện trên hành trình giữa Kusong và Kujang. Ngôi chùa Yanghwasa từ thời Tân La vẫn tồn tại ở Taechon. Việc xây dựng nhà máu điện hạt nhân Tachon đã được ngừng lại vào năm 1994 theo Thỏa thuận Khung giữa Hoa Kỳ và Bắc Triều Tiên.
Năm 2008, dân số toàn huyện Taechon là 108.894 người (51.712 nam và 57.182 nữ), trong đó, dân cư đô thị là 30.802 người (28,3%) còn dân cư nông thôn là 78.092 người (71,7%).